# Mike Rodden
Michael James Rodden, kanadski športni novinar, hokejski sodnik in trener kanadskega nogometa, * 24. april 1891, Mattawa, Ontario, Kanada, † 11. januar 1978.
Rodden, ki je bil najbolj poznan pod imenom in priimkom Mike Rodden, je bil prvi, ki je bil sprejet tako v Hokejski hram slavnih lige NHL kot v Hram slavnih kanadskega nogometa. Znano je, da je bil tudi boksarski sodnik.
Rodil se je v Mattawi. V karieri je sodil na 1.187 tekmah lige NHL. Kot trener kanadskega nogometa je moštvo Hamilton Tigers do naslova prvakov pokala Grey v letih 1928 in 1929. Ime dvorane Mike Rodden Arena & Community Centre v Mattawi je bilo izbrano v njegov spomin.
Roddenov najpomembnejši poklic je bil športni novinar. Leta 1918 je začel delati kot poročevalec za časnik Toronto Globe (danes The Globe and Mail). 10 let kasneje je napredoval do mesta športnega urednika. Pri časniku je delal 18 let, preden se je leta 1936 preselil k časniku Kingston Whig-Standard, ko se Globe združil z The Mail and Empire. Pri časniku Kingston Whig-Standard je delal kot športni urednik do 1958, do nekaj tednov pred svojo smrtjo leta 1978 je redno pisal tedensko kolumno za časopis. Umrl je v starosti 86 let.
Rodden je svoje rodno mesto zapustil, ko je bil star 15 let, da bi obiskoval Univerzo v Ottawi. Od 1910 do 1913 je bil študent na univerzi Queen's University, v tem času je prejel 15 povabil za igranje v ragbi nogometnih in hokejskih klubih. Leta 1915 je odšel k ragbi nogometnemu klubu Toronto Parkdale, nadaljeval je pri moštvu Toronto Argonauts (1919–1920). Obe moštvi je tudi treniral, poleg tega je od 1927 do 1930 opravlja tudi funkcijo glavnega trenerja moštva Hamilton Tigers.
V hokeju na ledu je v sezoni 1920/21 Rodden treniral srednješolsko moštvo De La Salle College. V sezoni 1921/22 je treniral mladinsko moštvo srednje šole St. Andrew's College in St. Mary's College. Rodden je opravljal funkcijo glavnega trenerja moštva Toronto St. Patricks, dokler ni bila njegova pogodba ustavljena januarja 1927, tik preden so klub prodali in se je preimenoval v Toronto Maple Leafs. Pripisujejo mu, da je vodil svoje moštvo na dveh tekmah v ligi NHL. Istočasno je delal kot sodnik v ligi OHA.
Leta 1962 je bil kot sodnik sprejet v Hokejski hram slavnih lige NHL, leta 1964 pa še v Hram slavnih kanadskega nogometa kot graditelj.